# 馬歇爾頓 (特拉華州)
馬歇爾頓（英語：Marshallton）是位於美國特拉華州紐卡斯爾縣的一個非建制地區。該地的面積和人口皆未知。

## 地理
馬歇爾頓的座標為39°43′32″N 75°39′15″W / 39.72556°N 75.65417°W，而該地的平均海拔高度為27米（即89英尺）。